# 有翅蛇根草
有翅蛇根草（学名：Ophiorrhiza alata）是茜草科蛇根草属的植物，为中国的特有植物。分布于中国大陆的云南等地，生长于海拔540米至650米的地区，见于密林中，目前尚未由人工引种栽培。